# Albert Naef
Pour les articles homonymes, voir Naef.
Albert Naef, né à Lausanne le 10 novembre 1862 et mort dans la même ville le 8 janvier 1936, est un archéologue, historien de l'art et enseignant vaudois.

## Biographie
Albert Naef s'engage à 17 ans comme cadet dans la marine impériale allemande. Mais il renonce rapidement à cette carrière maritime, voyage en Europe et s'établit à Paris en 1884. En 1885, il est élève à l'École des beaux-arts, puis s'oriente vers l'archéologie monumentale et fréquente l'École du Louvre. Archéologue en Haute-Normandie, il est nommé en 1890 professeur d'histoire de l'art à l'École des beaux-arts du Havre. En 1894, il rentre à Lausanne et, en 1897, le Canton de Vaud lui confie la restauration du château de Chillon. Pierre par pierre, ce château, qui redevient alors une île, est nettoyé, analysé et décrit par Albert Naef. Ce dernier lui consacre l'essentiel de son temps pendant vingt ans.

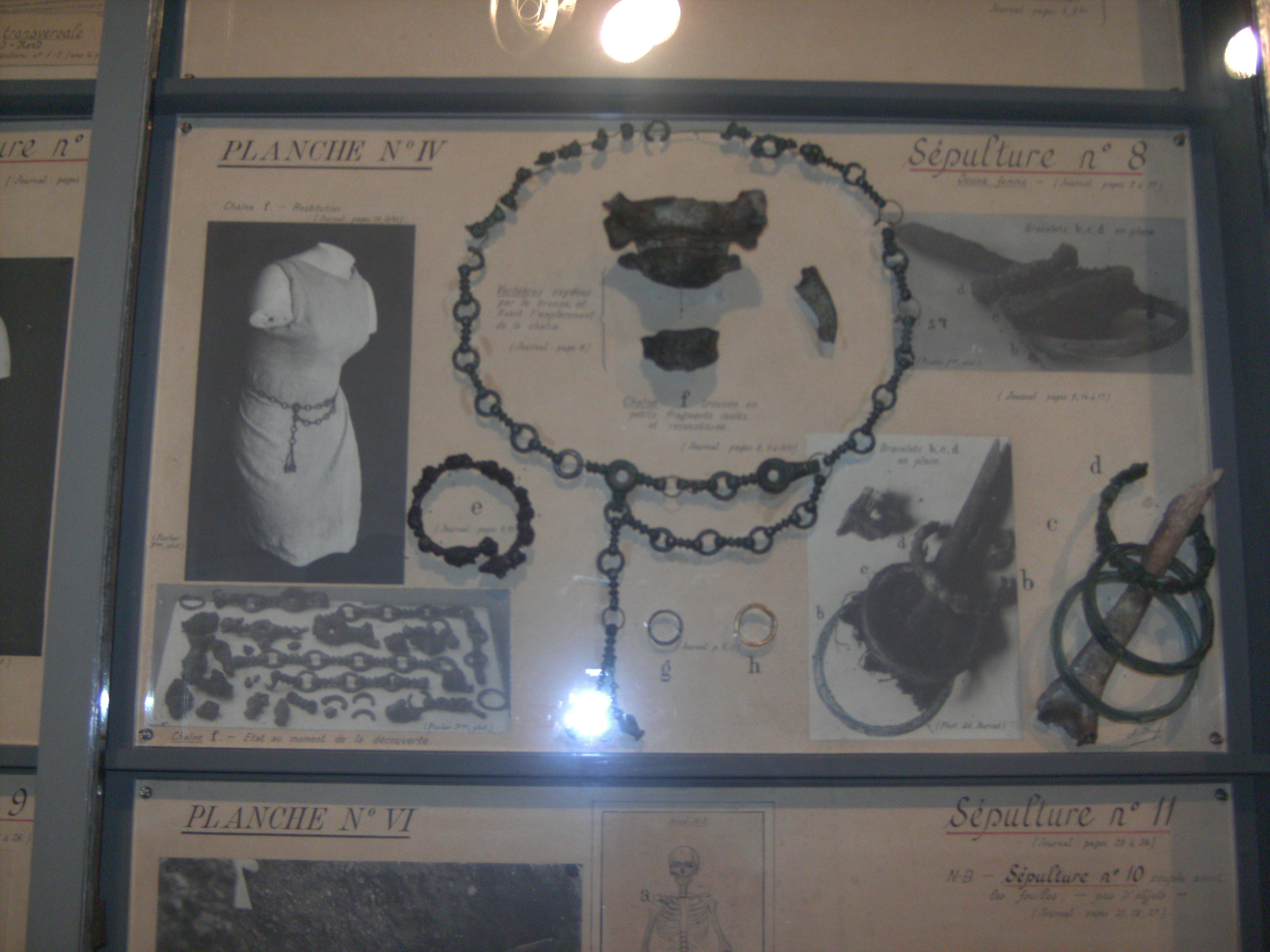
Panneaux d'exposition, œuvre d'Albert Naef, présentant les objets trouvés dans les tombes de l'âge de la Tène mises au jour au lieu-dit « En Crédeyles » à Vevey.

L'activité d'Albert Naef ne se limite pas cependant à Chillon.

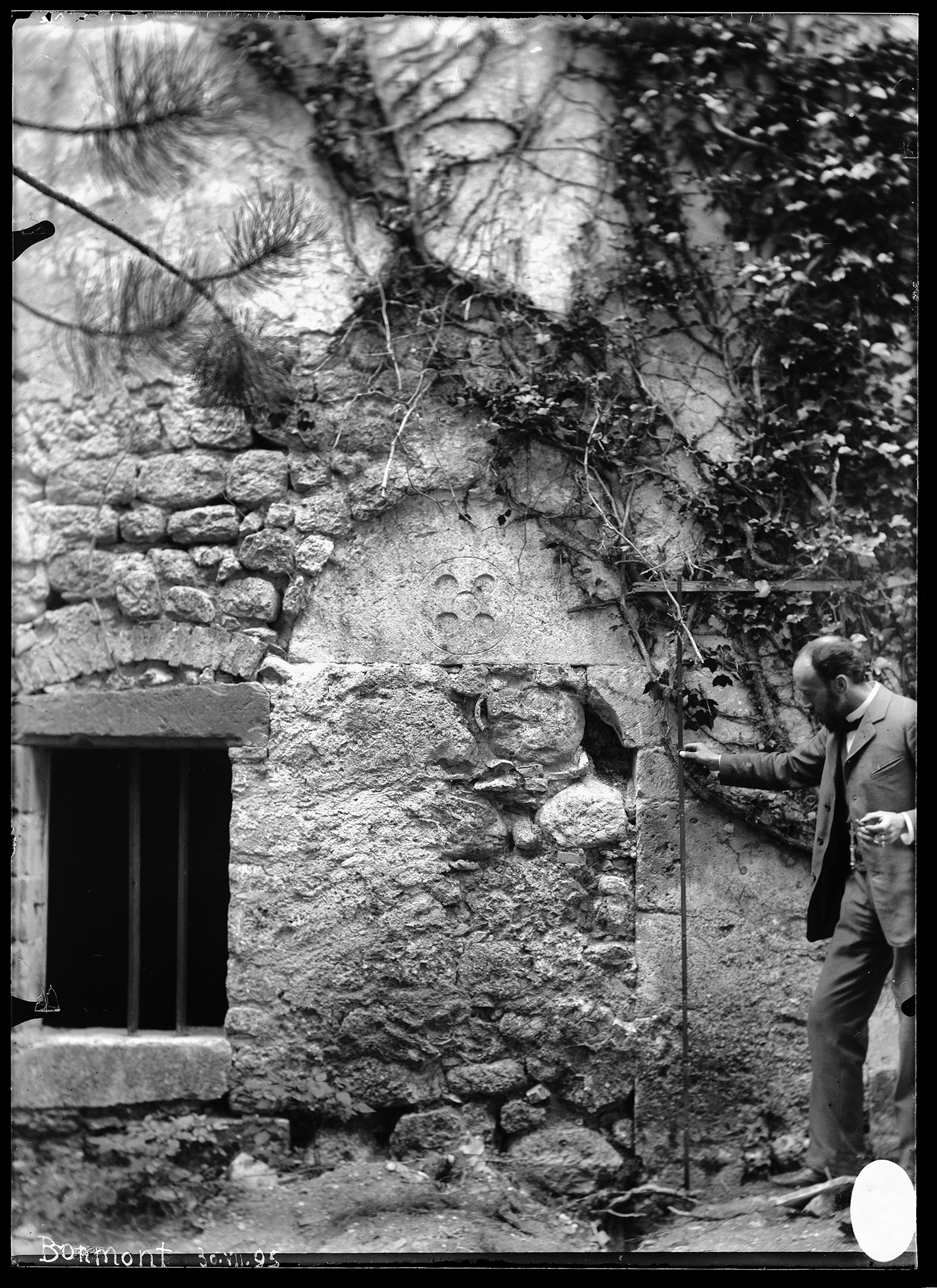
Abbaye de Bonmont. Albert Naef prend des mesures. Photographie anonyme, 1895.

Pour assurer la sauvegarde et la restauration adéquate des édifices anciens, soutenu par les associations qui se créent alors dans un même souci de conservation du patrimoine (Pro Aventico 1885, Vieux-Lausanne 1898, etc.), Albert Naef œuvre pour l'élaboration d'une loi sur la protection du patrimoine qui est votée le 10 septembre 1898. Nommé archéologue cantonal, poste qu'il occupera jusqu'en 1934, Albert Naef a, conjointement avec une commission permanente de spécialistes, la responsabilité du classement des monuments, la protection et la surveillance des fouilles archéologiques, ainsi que des travaux de restauration. En 1914, à la mort d'Aloys de Molin, Albert Naef prend la direction du Musée historique et du Cabinet des Médailles. Surchargé de mandats ou d'expertises, il est entre autres appelé par le pape pour la restauration de la chapelle des gardes suisses au Vatican, sollicité par Guillaume II de donner son avis sur les travaux de collègues allemands et sur la restauration du château du Haut-Koenigsbourg, prié par les communes vaudoises de se prononcer rapidement sur la rénovation de tel ou tel édifice et il s'occupe encore de la restauration des églises de Romainmôtier, de Saint-Sulpice, de Treytorrens, etc. Albert Naef délègue le soin des musées aux conservateurs en place. Depuis 1909, Albert Naef enseigne l'histoire de l'art à l'Université de Neuchâtel ; en 1914, il reprend l'enseignement d'Aloys de Molin à l'Université de Lausanne. Il meurt le 8 janvier 1936, assassiné par son épouse.